# گواسدوالیتو
گواسدوالیتو (به اسپانیایی: Guasdualito) یک شهر در ونزوئلا است که در Páez واقع شده‌است. گواسدوالیتو ۱۰۵٬۰۰۰ نفر جمعیت دارد و ۱۲۵ متر بالاتر از سطح دریا واقع شده‌است.